# Jefferson Township (comté d'Allamakee, Iowa)
Pour les articles homonymes, voir Jefferson Township.
Jefferson Township est un township, du comté d'Allamakee en Iowa, aux États-Unis,.
Il est organisé en 1852.